# Cy Marshall
Cy Marshall (Kansas City, Missouri, 17 april 1902 - Volusia, Florida, 20 december 1974) was een Amerikaans autocoureur. In 1930 schreef hij zich in voor de Indianapolis 500, waar hij ernstig gewond raakte bij een crash waarbij zijn "meerijmonteur" en broer Paul Marshall om het leven kwam. In 1947 keerde hij terug naar de race en werd achtste, waarmee hij het record in handen heeft van "meeste jaren tussen twee deelnames in de Indianapolis 500", dat hij deelt met Roland Free die ook in 1930 en 1947 startte. Tijdens de editie van 1950, die ook deel uitmaakte van het Formule 1-kampioenschap, schreef hij zich opnieuw in, maar deze keer kwalificeerde hij zich niet.